# 小笠原追跡所

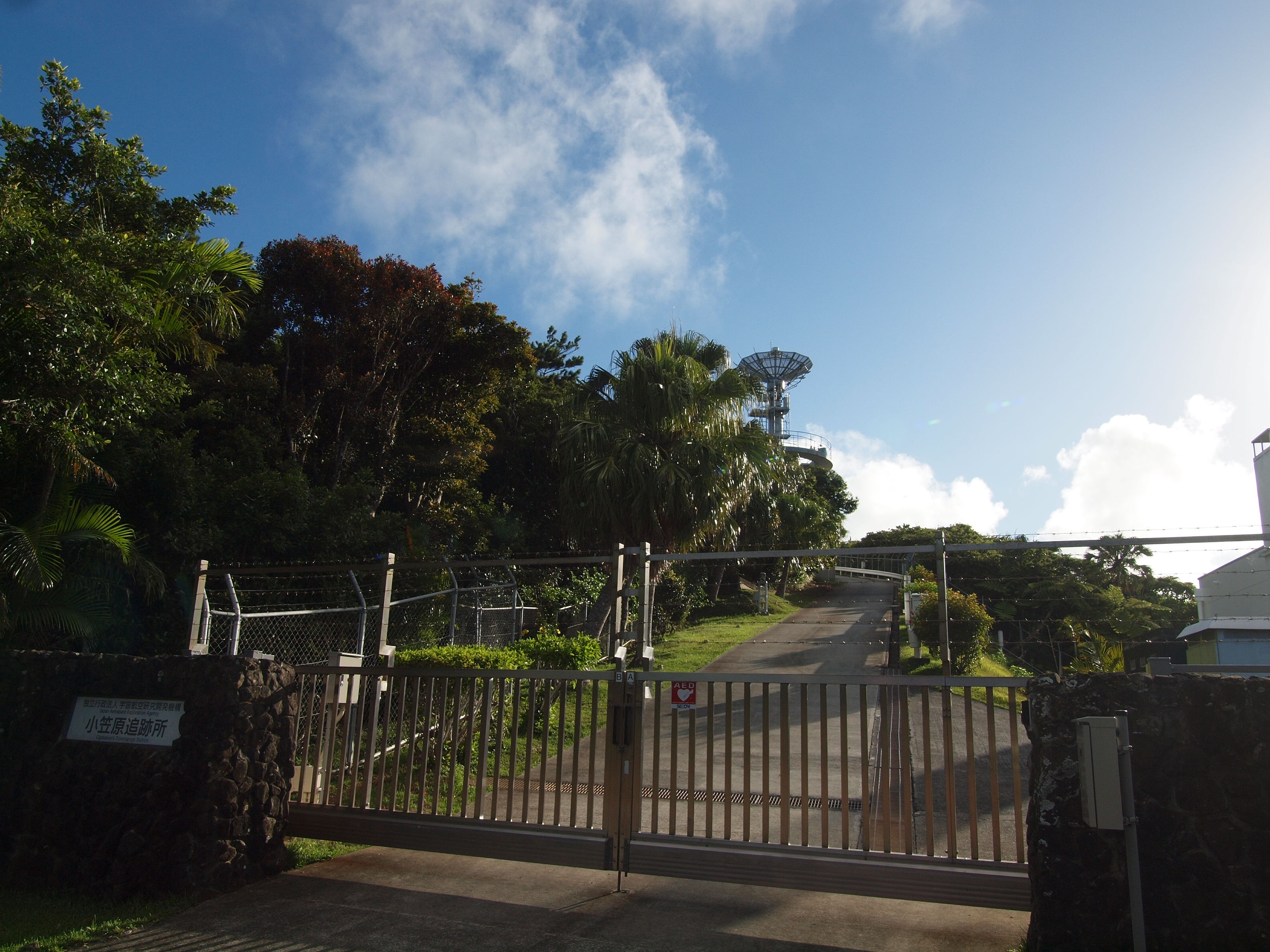
小笠原追跡所、正門から

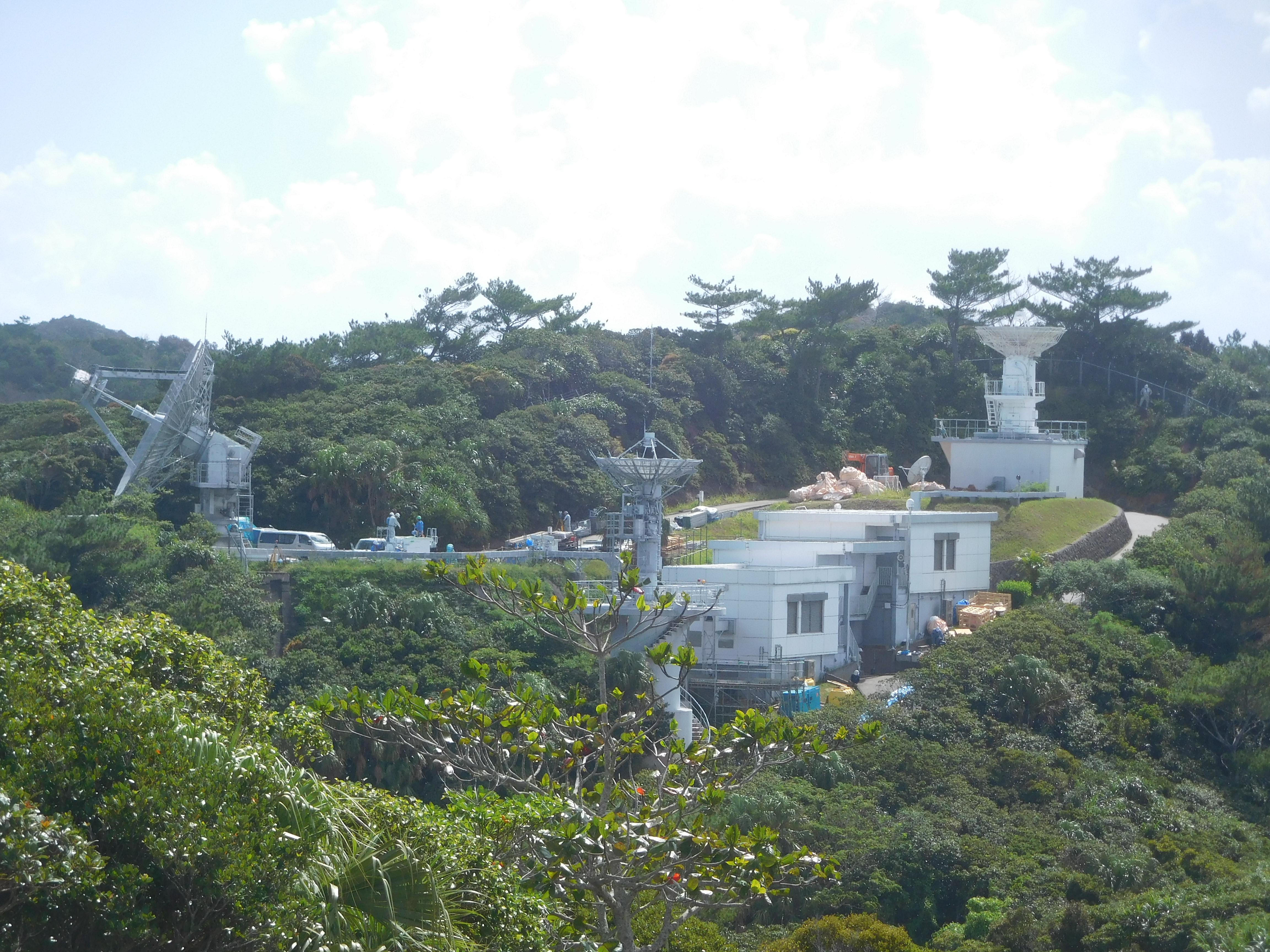
小笠原追跡所、少し離れた道路から

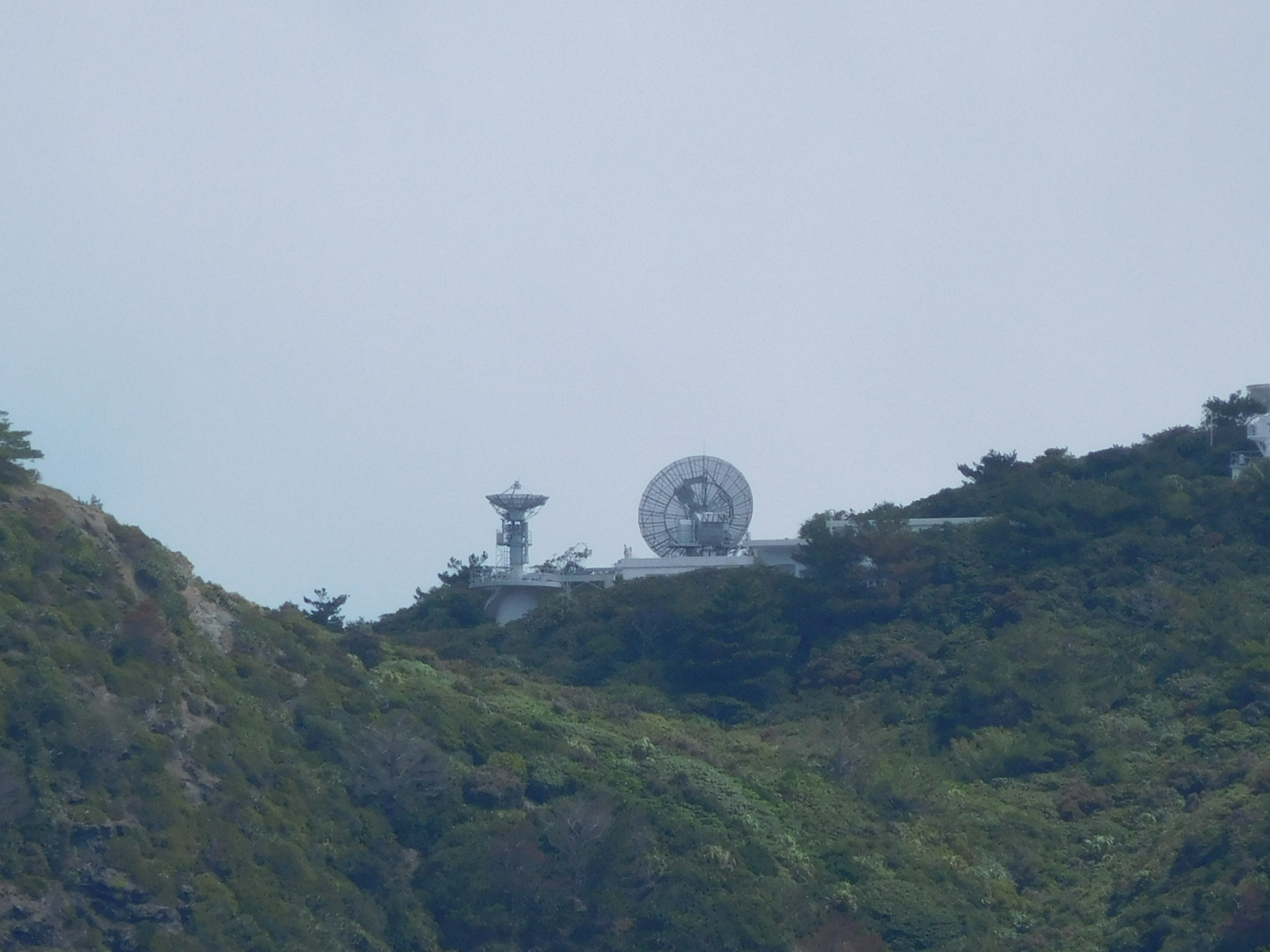
小笠原追跡所、二見港より遠望

小笠原追跡所（おがさわらついせきじょ、Ogasawara Downrange Station, ODS）は東京都父島に位置する、独立行政法人宇宙航空研究開発機構（JAXA）の施設。

## 概要
1975年に旧宇宙開発事業団（NASDA）の施設として設立。小笠原諸島父島のほぼ中央に位置する。
この追跡所の主な役割は、種子島宇宙センターから打ち上げられたロケットの飛行経路や飛行状況の確認、および異常飛行の監視といった飛行安全の確保である。施設内には飛翔中のロケットを電波で追尾する電波設備（精測レーダー設備、ロケットテレメータ受信設備など）が整備されており、小笠原追跡所と種子島宇宙センターは専用の回線で結ばれ、取得されたデータはリアルタイムで伝送される。
もともとはNASDAの施設として設立されたが、宇宙科学研究所（ISAS）のM-Vロケットでも1号機打上げの時から追跡に使用されていた。現在この2つの機関は統合され、JAXAとなっている。
打上げが昼間だとロケットの飛行を目で追うことは難しいが、夜間であればうっすらとその軌跡を追うことができると言われている。

## 所在地
- 東京都小笠原村父島字桑ノ木山

なお、父島に向かう定期航路は小笠原海運の「おがさわら丸」のみであり、東京竹芝桟橋から父島の二見港まで片道約24時間かかる。